# 56
56 (LVI) var ett skottår som började en torsdag i den julianska kalendern.

## Händelser

### Okänt datum
- Biblioteket i Alexandria omnämns i en inskription.
- Krig utbryter mellan Romarriket och Parterriket på grund av att den partiske kungen Vologases I, som har ersatt romarnas kandidat till den partiska tronen med sin bror Tiridates, invaderar Armenien.
- Publius Clodius Thrasea Paetus blir konsul i Rom.
- Jianwu-eran i den östra Handynastin övergår i Jianwuzhongyuan-eran.

## Födda
- Tacitus, romersk historieskrivare (född omkring detta år)